# Partito al-Nur
Il Partito al-Nūr (in arabo حزب النور‎?, ḥizb al-Nūr, ossia "la Luce") è un partito politico egiziano di orientamento salafita. Il partito è stato costituito dopo il 25 gennaio 2011.

## Storia
Yusri Hamad, il portavoce ufficiale del partito politico musulmano salafita al-Nūr, ha dichiarato di ritenere che la violenza, mostrata nel corso della ripresa di manifestazioni e di violenti incidenti nel corso della seconda metà del mese di novembre del 2011, avrebbe potuto influenzare il regolare andamento delle elezioni.
Alle elezioni parlamentari del 2011 il Blocco Islamico, coalizione guidata da al-Nūr, ha ottenuto il 27,8% e 123 deputati, di cui 107 di al-Nūr.
Alle elezioni presidenziali del 2012 il candidato vicino al partito, Hazem Salah Abu Isma'il, non fu ammesso alle elezioni, per cui al-Nūr decise di sostenere Abd al-Mun'im Abu l-Futuh, che si classificò quarto, con il 17,5%. Al successivo ballottaggio, il partito dichiarò il suo sostegno per Mohamed Morsi, del Partito Libertà e Giustizia (Fratelli Musulmani), poi vincitore.
Tuttavia, durante le proteste che avrebbero portato al colpo di stato egiziano del 2013, al-Nur, nonostante la prossimità politica al movimento della Fratellanza Musulmana, ha preso decisamente le distanze dal Presidente egiziano Morsi ed è stato l'unico partito egiziano di ispirazione islamica ad appoggiare la destituzione determinata dalle Forze armate egiziane. L'appoggio dato al colpo di Stato militare ha avuto un importante effetto di "garanzia", agli occhi degli egiziani, sulla natura non anti-islamica dell'iniziativa delle forze armate.

## Ideologia
Il partito al-Nūr è un movimento fondamentalista che ha una visione dell'Islam marcatamente conservatrice, nota anche come salafita. La loro concezione dell'attività politica è strettamente ancorata ai valori apparentemente espressi dal Corano e dalla Sunna e credono che il jihād sia un obbligo incombente su ogni musulmano.
I principi della shari'a islamica dovrebbero essere, a loro dire, la fonte principale della legislazione egiziana. Tuttavia il partito assicura che sarà permesso ai Copti di fruire di una loro legislazione riservata al fine di regolamentare il proprio statuto personale.